# Resonator (album)
Resonator je čtvrtá sólové studiové album Tonyho Levina, vydané v roce 2006 u vydavatelství Narada Productions. Skladba „Utopia“ již dříve vyšla v instrumentální verzi na albu Waters of Eden.

## Seznam skladeb
Všechny skladby napsal(i) Tony Levin, pokud není uvedeno jinak. 
| Pořadí         | Název                | Autor             | Délka |
| -------------- | -------------------- | ----------------- | ----- |
| 1.             | Break It Down        |                   | 7:02  |
| 2.             | Places to Go         |                   | 5:47  |
| 3.             | Throw the God a Bone |                   | 5:25  |
| 4.             | Utopia               |                   | 6:21  |
| 5.             | Beyond My Reach      |                   | 5:16  |
| 6.             | Shadowland           |                   | 4:58  |
| 7.             | Crisis of Faith      |                   | 2:10  |
| 8.             | What Would Jimi Do?  |                   | 4:34  |
| 9.             | Sabre Dance          | Aram Khachaturian | 5:07  |
| 10.            | Fragile as a Song    |                   | 4:31  |
| Celková délka: | Celková délka:       | Celková délka:    | 51:11 |

## Obsazení
- Tony Levin – zpěv, violoncello, klavír, klávesy, baskytara, Chapman Stick
- Jerry Marotta – bicí, vokály v pozadí
- Pete Levin – klavír, varhany
- Larry Fast – syntezátory
- Jesse Gress – kytara, vokály v pozadí
- Adrian Belew – sólová kytara v „Throw the God a Bone“
- Steve Lukather – sólová kytara v „Utopia“